# Гаек, Ярослав Ярославович
Ярослав Ярославович Гаек (чеш. Jaroslav Hájek; 27 ноября 1882, Градец-Кралове — 11 марта 1919, Саратов) — чешский скрипач.
В 1896—1902 гг. учился в Пражской консерватории у Отакара Шевчика. Недолгое время был концертмейстером Чешского филармонического оркестра, в 1904 году участвовал (в том числе как солист) в гастролях оркестра в Павловске под руководством Оскара Недбала. По рекомендации Шевчика занял пост концертмейстера в филармоническом оркестре Хельсинки, концертировал в Финляндии как солист в сопровождении брата, пианиста Эмиля Гаека.
С 1906 года по приглашению Станислава Экснера преподавал в Саратовском музыкальном училище, с 1912 года преобразованном в Саратовскую консерваторию, где Гаек занял должность профессора скрипки. Среди его учеников Яков Рабинович и Дмитрий Цыганов.